# ミオスミン
ミオスミン (myosmine) は、タバコやその他の植物に含まれるアルカロイドである。化学構造はニコチンと非常に類似している。